# イン・ザ・ハート・オブ・ザ・ヤング
『イン・ザ・ハート・オブ・ザ・ヤング』（In the Heart of the Young）は、ウィンガーが1990年に発表したセカンド・アルバム。

## 解説
ウィンガーのアルバムとしては唯一、全米トップ20入りを果たした作品である。本作からは、「キャント・ゲット・イナフ」（全米42位）、「マイルズ・アウェイ」（全米12位・全英56位）、「イージー・カム・イージー・ゴー」（全米41位）がシングル・ヒットした。
本作に伴うツアーの後、ポール・テイラーがバンドを脱退したため、本作がオリジナル・ラインナップによる最後のスタジオ・アルバムとなった。
2009年に日本で発売された再発CD(WPCR-13580)には、シングルB面曲「オール・アイ・エヴァー・ウォンテッド」と、デビュー・アルバム『ウィンガー』（1988年）収録曲のリミックス・ヴァージョン「ハートブレイク ('91リミックス)」がボーナス・トラックとして追加収録された。

## 収録曲
特記なき楽曲はキップ・ウィンガーとレブ・ビーチの共作。
1. キャント・ゲット・イナフ - "Can't Get Enuff" - 4:18
2. ルースン・アップ - "Loosen Up" (Kip Winger, Reb Beach, Paul Taylor, Rod Morgenstein) - 3:29
3. マイルズ・アウェイ - "Miles Away" (P. Taylor) - 4:10
4. イージー・カム・イージー・ゴー - "Easy Come Easy Go" (K. Winger) - 4:03
5. レインボウ・イン・ザ・ローズ - "Rainbow in the Rose" - 5:33
6. イン・ザ・デイ・ウィル・ネヴァー・シー - "In the Day We'll Never See" (K. Winger, R. Beach, P. Taylor, R. Morgenstein) - 4:50
7. アンダー・ワン・コンディション - "Under One Condition" - 4:27
8. リトル・ダーティ・ブロンド - "Little Dirty Blonde" (K. Winger, P. Taylor) - 3:31
9. バプタイズド・バイ・ファイヤー - "Baptized by Fire" - 4:11
10. ユー・アー・ザ・セイント・アイ・アム・ザ・シナー - "You Are the Saint I Am the Sinner" - 3:34
11. イン・ザ・ハート・オブ・ザ・ヤング - "In the Heart of the Young" (K. Winger) - 4:37

### 2009年再発盤ボーナス・トラック
1. オール・アイ・エヴァー・ウォンテッド - "All I Ever Wanted" (K. Winger, R. Beach, P. Taylor, R. Morgenstein) - 3:35
2. ハートブレイク ('91リミックス) - "Headed for a Heartbreak ('91 Version - Remix)" (K. Winger) - 3:36

## 参加ミュージシャン
- キップ・ウィンガー - ボーカル、ベース、キーボード
- レブ・ビーチ - ギター、バッキング・ボーカル
- ポール・テイラー - ギター、キーボード、バッキング・ボーカル
- ロッド・モーゲンスタイン - ドラムス、パーカッション

アディショナル・ミュージシャン
- クリス・ボッティ - ホーン(on 5.)[4]
- マイケル・デイヴィス - ホーン(on 5.)[4]
- ポール・ウィンガー - バッキング・ボーカル
- ネイト・ウィンガー - バッキング・ボーカル